# Tangentialkegel und Normalkegel
Der Tangential- beziehungsweise Normalkegel einer Teilmenge eines euklidischen Raumes ist in der Geometrie eine Verallgemeinerung des Begriffes des Tangentialraumes respektive des Normalenvektors einer Menge und ermöglicht dadurch die Anwendung algebraischer Methoden auch auf nicht-differenzierbare geometrische Objekte. Sowohl der Tangential- als auch der Normalkegel sind Kegel im Sinne der linearen Algebra, wodurch die Bezeichnung gerechtfertigt wird. Der Normalkegel wird auch als Polarkegel bezeichnet. Die erste einheitliche Fassung des Begriffs des Tangentialkegels stammt von dem US-amerikanischen Topologen Hassler Whitney aus dem Jahre 1965, allerdings beschrieb diese eher den Rand des Kegels im heutigen Sinne. Die modernen Definitionen entwickelten sich im Umfeld der Theorie der Mengen positiver Reichweite und ergänzten deren Programm, um Erkenntnisse aus der Differentialgeometrie auf eine größere Klasse von Mengen – als nur differenzierbare Mannigfaltigkeiten – übertragen zu können.

## Definition
Sei {\displaystyle A\subseteq \mathbb {R} ^{n}} eine Teilmenge eines euklidischen Raumes und {\displaystyle a\in \mathbb {R} ^{n}} ein Punkt, der nicht notwendig selbst in {\displaystyle A} liegen muss, schließlich bezeichne {\displaystyle \|\cdot \|} die Euklidische Norm.
Dann heißt die Menge
{\displaystyle \operatorname {Tan} (A;a):=\left\{u\in \mathbb {R} ^{n}|\exists (a_{i})_{i\in \mathbb {N} }\subseteq A\setminus \{a\}\colon a_{i}\to a\land {\frac {a_{i}-a}{\|a_{i}-a\|}}\to {\frac {u}{\|u\|}}\right\}\cup \{{\underline {0}}\}}
der Tangentialkegel von {\displaystyle A} an {\displaystyle a} und sein polarer Kegel
{\displaystyle \operatorname {Nor} (A;a):=\operatorname {pol} (\operatorname {Tan} (A;a))=\{v\in \mathbb {R} ^{n}|\forall u\in \operatorname {Tan} (A;a)\colon v^{T}u\leq 0\}}
wird Normalkegel oder Polarkegel von {\displaystyle A} an {\displaystyle a} genannt.
Falls {\displaystyle a} im Rand {\displaystyle \partial A} liegt, so besteht der Tangentialkegel anschaulich aus allen von {\displaystyle a} ausgehenden Strahlen die {\displaystyle A} noch in einem weiteren Punkt treffen. Der Normalkegel ist dann die Menge aller Vektoren, die mit allen diesen Strahlen einen Winkel von mindestens 90 ° einschließen.

## Normaleneinheitsbündel
Auf diesen Begriffen aufbauend, lässt sich – in Analogie zum Einheitstangentialbündel der Differentialgeometrie – das Normaleneinheitsbündel definieren:
{\displaystyle \operatorname {nor} A:=\{(a;{\vec {o}})\in \mathbb {R} ^{2n}|a\in A\ \land \ {\vec {o}}\in \operatorname {Nor} (A;a)\ \land \ \|{\vec {o}}\|=1\}=\bigsqcup _{a\in A}\left(\operatorname {Nor} (A;a)\cap S^{n-1}\right)}
Es ist also die disjunkte Vereinigung der äußeren Normalenvektoren der Länge 1 zu jedem Punkt von {\displaystyle A}. Diese Definition ist sinnvoll, denn ein Kegel wird jeweils vollständig durch seine Einheitsvektoren beschrieben.
Dabei ist zu beachten, dass das Normaleneinheitsbündel – im Gegensatz zum Tangentialbündel – im Allgemeinen kein Vektorraumbündel im Sinne der Vektoranalysis darstellt, da die Normalkegel in der Regel keine Untervektorräume sind.

## Eigenschaften
- Sowohl Tangential- als auch Normalkegel sind abgeschlossene Kegel.
- Des Weiteren ist der Normalkegel stets konvex.
- Zwischen den Kegeln gilt die Beziehung {\displaystyle \operatorname {pol} \ \operatorname {Nor} (A;a)\supseteq \operatorname {Tan} (A;a)}.
- Hat {\displaystyle A} positive Reichweite, so gilt sogar {\displaystyle \operatorname {pol} \ \operatorname {Nor} (A;a)=\operatorname {Tan} (A;a)}.
  - Insbesondere muss dann {\displaystyle \operatorname {Tan} (A;a)} ebenfalls konvex sein.
  - Außerdem lässt sich zeigen, dass {\displaystyle \operatorname {nor} A} in diesem Fall im {\displaystyle \mathbb {R} ^{2n}} abgeschlossen ist.
- Falls {\displaystyle a\in A^{\circ }} ein innerer Punkt ist, entarten die beiden Kegel zu {\displaystyle \operatorname {Tan} (A;a)=\mathbb {R} ^{n}} und {\displaystyle \operatorname {Nor} (A;a)=\{{\underline {0}}\}}
- Ist andersherum {\displaystyle a\in \mathbb {R} ^{n}\setminus {\overline {A}}} von {\displaystyle A} getrennt, dann gilt umgekehrt: {\displaystyle \operatorname {Tan} (A;a)=\{{\underline {0}}\}} und {\displaystyle \operatorname {Nor} (A;a)=\mathbb {R} ^{n}}
- Im Bereich der Optimierung verwendet man Tangentialkegel zur Herleitung von Optimalitätskriterien. Meist wird aber der linearisierte Tangentialkegel verwendet, da dieser leichter zu handhaben ist.

Hinweis: Einige Autoren beschränken sich deshalb in der Definition von vornherein auf Punkte im Abschluss {\displaystyle a\in {\overline {A}}}.
- Bildet der Rand des Tangentialkegels einen Untervektorraum im {\displaystyle \mathbb {R} ^{n}} – in diesem Fall liegt {\displaystyle a} notwendig im Rand {\displaystyle \partial A} – so ist {\displaystyle A} im Punkt {\displaystyle a} differenzierbar und {\displaystyle \partial \operatorname {Tan} (A;a)} stimmt mit dem klassischen Tangentialraum {\displaystyle T_{a}A} überein.
  - Ist {\displaystyle \partial \operatorname {Tan} (A;a)} sogar eine Hyperebene, das heißt von Kodimension 1, so wird {\displaystyle \operatorname {Nor} (A;a)} vom entsprechenden Normalenvektor erzeugt.